# Alessandria del Carretto
Alessandria del Carretto é uma comuna italiana da região da Calábria, província de Cosenza, com cerca de 745 habitantes. Estende-se por uma área de 39 km², tendo uma densidade populacional de 19 hab/km². Faz fronteira com Albidona, Castroregio, Cerchiara di Calabria, Cersosimo (PZ), Oriolo, Plataci, San Paolo Albanese (PZ), Terranova di Pollino (PZ).

## Demografia
| Variação demográfica do município entre 1861 e 2011                               |
|                                                                                   |
| Fonte: Istituto Nazionale di Statistica (ISTAT) - Elaboração gráfica da Wikipedia |